# Miriszja
Miriszja (Mirischia asymmetrica) – dinozaur z grupy celurozaurów (Coelurosauria). Żył w okresie wczesnej kredy (ok. 112-99 mln lat temu) na terenach Ameryki Południowej. Długość ciała ponad 2 m, wysokość ok. 80 cm, masa ok. 10-30 kg. Jego szczątki znaleziono w Brazylii, w formacji Santana.
Nazwę Mirishia można przetłumaczyć jako „pięknomiedniczna”. Nazwa ta powstała z połączenia łacińskiego wyrazu „mir”, oznaczającego „piękny” i greckiego „ischia”, oznaczającego miednicę. Terminem ischium posługują się też naukowcy na określenie kości kulszowej. Natomiast epitet gatunkowy odnosi się do niezwykłej budowy tej kości, która jest niesymetryczna.
W skamieniałości znaleziono pozostałości prawdopodobnie worka powietrznego, znajdującego się między kośćmi łonową i kulszową.

## Materiał kopalny
Dinozaur ten został opisany na podstawie miednicy i fragmentów tylnych kończyn. Holotyp (SMNK 2349 PAL) to 12. i 13. Kręgi piersiowe wraz z żebrem, gastralia, pierwszy, i drugi i trzeci kręg krzyżowy, kość strzałkowa, część kości biodrowej, obie kości łonowe i kulszowe, niekompletna kość udowa, części proksymalne kości piszczelowej i strzałkowej oraz struktura, która prawdopodobnie jest workiem powietrznym. 

## Klasyfikacja
Mirischia jest członkiem Compsognathidae, rodziny niewielkich drapieżnych dinozaurów występujących w późnej jurze i wczesnej kredzie. Z analiz fologenetycznych wynika, że jest taksonem siostrzanym dla kladu tworzonego przez Kompsognat z późnej jury Niemiec i Aristozuch z wczesnej kredy Anglii. Miriszja jest bardziej zaawansowana od bazalnych form ze swojej rodziny, takich jak Huaxiagnathus i Sinozauropteryks.